# Drew Carpenter
Pour les articles homonymes, voir Carpenter.
Andrew James Carpenter (né le 18 mai 1985 à Grants Pass, Oregon, États-Unis) est un lanceur droitier de baseball ayant joué en Ligue majeure de 2008 à 2012.

## Carrière
Drew Carpenter est un choix de deuxième ronde des Phillies de Philadelphie en 2006. En 2007, Baseball America le classe parmi les 10 meilleurs joueurs d'avenir de l'organisation, et vante son contrôle au monticule qui lui a permis de remporter un record de 22 parties consécutives dans une ligue de recrues en République dominicaine.
Carpenter, un lanceur droitier, est rappelé des mineures durant l'été 2008 et fait sa première apparition dans les majeures le 27 août face aux Mets de New York.
Au cours de la saison 2009, les Phillies le rappellent des mineures pour participer dès le début du match du 16 mai face aux Nationals de Washington. Carpenter savoure sa première victoire en carrière. Il fait deux autres apparitions en relève au cours de l'année avant de poursuivre son cheminement avec un club-école de l'équipe.
Il n'apparaît que dans un match des Phillies en 2010 puis effectue six sorties en relève avec l'équipe de Philadelphie en 2011. Il est soumis au ballottage et réclamé par les Padres de San Diego le 2 septembre 2011. Il y termine la saison en y lançant dans six parties. Le 18 novembre 2011, il change de nouveau d'équipe via le ballottage, passant cette fois chez les Blue Jays de Toronto. Il joue 6 parties pour les Jays en 2012 et le 9 août, il est réclamé au ballottage par les Mets de New York.